# جون فيليبس (كاتب)
جون فيليبس (بالإنجليزية: John Phillips) (و. 1935 – 2001 م) هو عازف قيثارة، ومغني، وملحن، وكاتب أغاني أمريكي، توفي في لوس أنجلوس، عن عمر يناهز 66 عاماً، بسبب نوبة قلبية.

## التعليم
تعلم في Hampden–Sydney College ‏.

## وصلات خارجية
- جون فيليبس على موقع IMDb (الإنجليزية)
- جون فيليبس على موقع ميوزك برينز (الإنجليزية)
- جون فيليبس على موقع قاعدة بيانات برودواي على الإنترنت (الإنجليزية)
- جون فيليبس على موقع إن إن دي بي (الإنجليزية)
- جون فيليبس على موقع أول ميوزيك (الإنجليزية)
- جون فيليبس على موقع ديسكوغز (الإنجليزية)
- جون فيليبس على موقع قاعدة بيانات الفيلم (الإنجليزية)

- جون فيليبس في قاعدة بيانات الأفلام على الإنترنت